# Maurice Martenot
Maurice Martenot (ur. 14 października 1898 w Paryżu, zm. 8 października 1980 w Clichy) – francuski wiolonczelista, radio-telegrafista podczas I wojny światowej, wynalazca instrumentu muzycznego z grupy elektrofonów elektronicznych znanego jako fale Martenota (ondes martenot).
Największą sławę przyniosło mu wynalezienie tzw. fal Martenota, jednego z najwcześniejszych instrumentów elektronicznych, który opatentował w 1928 i udoskonalał przez następne dziesięciolecia. Dopiero w 1938 zaczęto produkować model ze strojoną klawiaturą ćwierćtonową. Martenot był również nauczycielem pierwszego pokolenia wykonawców oraz kompozytorów tworzących na falach Martenota, w tym Karela Goeyvaertsa, Jeanne Loriod, Georges'a Savarii, Gilles'a Tremblaya oraz swojej siostry Ginette Martenot.
Jako ondist (muzyk grający na fali Martenota) występował z Orkiestrą Filadelfijską pod batutą Leopolda Stokowskiego w 1930. W 1937, podczas Wystawy Światowej w Paryżu, został wyróżniony "Le Grand Prix de l'Exposition Mondiale". Udzielał też lekcji w paryskim Konserwatorium Muzycznym. W 1975 został Oficerem Legii Honorowej.
Autorem biografii Martenota, w języku francuskim, jest ondist Jean Laurendeau.